# ألفريد واشنطن أدسون
ألفريد واشنطن أدسون (بالإنجليزية: Alfred Washington Adson)‏‏ (1887 - 12 نوفمبر 1951 ) جراح أعصاب من الولايات المتحدة.